# Людмил Горанов
Людмил Горанов (роден на 28 януари 1942 г.), наричан по прякор Годзилата, е български футболист, вратар, а по-късно дългогодишен треньор по футбол. По време на състезателната си кариера играе за Левски (Лом), Септемврийска слава, Ботев (Враца), Спартак (София) и Академик (София). В А група има общо 228 мача.

## Биография

### Като футболист
Горанов започва кариерата си в Левски (Лом), след което преминава в Септемврийска слава.
През 1964 г. Горанов преминава в Ботев (Враца), с който дебютира в А група. За врачани изиграва общо 43 мача в елитното първенство.

### Като треньор
През 1981 г. Горанов започва работа като помощник-треньор в Спартак (Варна) в щаба на Иван Вуцов. След напускането на Вуцов през 1983 г. става старши треньор. Смятан е за един от най-успешните наставници в историята на клуба. През есента на 1983 г. води „соколите“ в мачовете срещу Манчестър Юнайтед от турнира КНК. Извежда отбора до бронзовите медали в първенството през 1983/84.
През 1985 г. Горанов напуска Спартак и застава начело на Сливен. Под негово ръководство тима спечелва Купата на България през 1989/90. В началото на 1991 г. се завръща в Спартак (Варна) и ръководи отбора до 1993 г. След това е начело на тима и в периода 1994 – 1995. През 1997 г. за кратко е старши треньор на Черно море (Варна), а през сезон 1998/99 води Антибиотик-Лудогорец.
През сезон 1999/2000 е начело на Ботев (Враца) в Б група. След това поема друг втородивизионен отбор – Беласица (Петрич), но е уволнен през март 2001 г.

## Успехи

### Като футболист
Спартак (София)
- Национална купа:
  -  Носител: 1967/68

Академик (София)
- Балканска купа:
  -  Носител: 1974

### Като треньор
Спартак (Варна)
- А група:
  -  Бронзов медалист: 1983/84

Сливен
- Купа на България:
  -  Носител: 1989/90